# Comisión fronteriza (Irlanda)
La Comisión fronteriza de Irlanda fue establecida en el Tratado Anglo-Irlandés de 1921. Su propósito era decidir de manera precisa la frontera entre el Estado Libre Irlandés, que se había secesionado del Reino Unido de Gran Bretaña e Irlanda, e Irlanda del Norte, que era parte del nuevo Reino Unido de Gran Bretaña e Irlanda del Norte.
Los nacionalistas irlandeses esperaban una gran transferencia de territorios de Irlanda del Norte al nuevo Estado Libre, sobre todo de aquellos territorios cercanos a la frontera, de mayoría nacionalista. Esta esperanza era considerada peligrosa por los norirlandeses, que intentaron entorpecer el trabajo de la comisión. Ante la disparidad de objetivos, el gobierno británico nombró a un tercer representante, favorable a sus intereses.
La recomendación final de la comisión fue un traspaso de territorios muy pequeña. Ya que no satisfacía a ninguna de las partes, y para evitar futuras disputas, los tres participantes decidieron suprimir sus recomendaciones, dar marcha atrás y ratificar la frontera establecida en la Ley de Gobierno de Irlanda de 1920.
La comisión estuvo formada por:
- Justice Richard Feetham, sudafricano, como presidente de la comisión. Nombrado por el Gobierno Británico.
- Eoin MacNeill, Ministro de Educación del Estado Libre Irlandés.
- J.R. Fisher, editor de un periódico unionista. Nombrado por el Gobierno Británico para representar a Irlanda del Norte

- Datos: Q5779375